# Gorgone discessura
Gorgone discessura är en fjärilsart som beskrevs av Walker 1858. Gorgone discessura ingår i släktet Gorgone och familjen nattflyn. Inga underarter finns listade i Catalogue of Life.